# 石咀乡 (仁寿县)
石咀乡，是中华人民共和国四川省眉山市仁寿县曾经下辖的一个乡。2019年12月，撤销石咀乡，将其所属行政区域划归藕塘镇管辖。

## 行政区划
石咀乡撤销前下辖以下地区：
河坝村、新庙村、小石村、佛锣村和黑漆村。